# Gudrun Schaumann
Gudrun Schaumann (* in Thüringen) ist eine deutsche Geigerin mit einem Interesse an der historisch informierten Aufführungspraxis.

## Leben
Gudrun Schaumann ist die Tochter eines Solo-Oboisten der Komischen Oper in Ost-Berlin. Mit ihrer Familie gelang ihr die Flucht nach West-Berlin. Während des Besuchs des musischen Gymnasiums in Berlin-Westend, welches ab 1956 den Namen Erich-Hoepner-Gymnasium trug und im Jahr 2008 den neuen Namen Heinz-Berggruen-Gymnasium erhielt, trat sie frühzeitig mit dem Doppelkonzert für Oboe und Violine von Johann Sebastian Bach und mit den Violinkonzerten von Mozart und Haydn in Berlin an die Öffentlichkeit.
Stipendien der Studienstiftung des Deutschen Volkes und der Bruno Walter Memorial Foundation New York ermöglichten es ihr, an der Juilliard School of Music in New York (bei Dorothy DeLay) zu studieren. Wesentliche künstlerische Prägungen verdankt sie dem Geiger Nathan Milstein. Weitere entscheidende Impulse erhielt sie durch Kurse der Dirigenten Sergiu Celibidache und Nikolaus Harnoncourt sowie durch Harnoncourts enge Mitarbeiter und Spieler historischer Tasteninstrumente Johann Sonnleitner (Cembalo/Hammerflügel) und Anthony Spiri. Ihr besonderes Interesse gilt u. a. auch der historisch informierten Aufführungspraxis der Musik des 17. und 18. Jahrhunderts. In Konzerten mit historischen Instrumenten spielt sie auf einer Antonio Stradivari zugeschriebenen Violine aus dem Jahr 1731 häufig mit Darmsaiten und verschiedenen Barockbögen, z. B. von Willem Bouman (Den Haag), René Groppe (Metz).
Als Solistin mit Orchester und als Kammermusikerin konzertierte sie u. a. im Wiener Konzerthaus, im Wiener Musikverein, in Wigmore Hall (London), in der Weill Recital Hall (dem Kammermusiksaal der Carnegie Hall in New York) und der Alice Tully Hall (im Lincoln Center), bei europäischen Kammermusik-Festspielen sowie in Kanada und Japan. Sie spielte Kompositionen aus der Barockzeit sowie von Ludwig van Beethoven, Franz Schubert, Robert Schumann, Franz Liszt, César Franck, Richard Strauss, Béla Bartók u. a. für Rundfunkanstalten und auf CD ein.

## Diskografie (Auswahl)
Eines ihrer Tonträgerprojekte resultierte in insgesamt vier in den Jahren 2010 und 2012 bei dem Wiener Label Capriccio erschienenen CDs unter dem Titel The Circle of Robert Schumann, bestehend aus den Aufnahmen von Sonaten und weiteren Kompositionen für Violine und Klavier von Robert und Clara Schumann, Transkriptionen einiger Lieder von Clara Schumann sowie weiteren Werken aus dem Kreis um die Schumanns – so von Johannes Brahms, Albert Dietrich, Carl Reinecke, Theodor Kirchner, Clara Schumanns Bruder Woldemar Bargiel und Joseph Joachim –, die sie in Wien gemeinsam mit den Pianisten Christoph Hammer und Wolfgang Brunner einspielte; die Pianisten benutzten drei historische Hammerflügel, davon zwei von Johann Baptist Streicher gebaute.
- The Circle of Robert Schumann, Vol. 1. Capriccio, Wien 2010.
- The Circle of Robert Schumann, Vol. 2. Capriccio, Wien 2012.